# August Klingler
August Klingler (Bietigheim, 24 febbraio 1918 – 23 novembre 1944) è stato un calciatore tedesco, di ruolo attaccante, scomparso durante la Campagna di Russia.